# التمرة (جبلة)

تعديل مصدري - تعديل

التمرة هي إحدى قرى عزلة جبلة بمديرية جبلة التابعة لمحافظة إب، بلغ تعداد سكانها 1165 نسمة حسب تعداد اليمن لعام 2004.